# Phare de l'île Coelleira
Le phare de l'île Coelleira est un phare situé au sommet de l'île Coelleira au large la commune de O Vicedo, dans la province de Lugo (Galice en Espagne).
Il est géré par l'autorité portuaire de Ferrol .

## Histoire
L'île Coelleira est à 5 km au nord-est de O Vicedo. Le phare, construit en 1893, est sur le plus haut point de l'île. C'est une petite tour de 7 m de haut, avec galerie et lanterne, attenante à une maison de gardien d'un étage. La tour est en pierre grise et le bâtiment est blanc.
Son plan focal est à 89 m au-dessus du niveau de la mer. Il émet, un grouge de 4 éclats blanc, toutes les 24 secondes, visibles jusqu'à 7 milles nautiques (environ 11 km). Le site est fermé et l'île n'est accessible qu'en bateau.
Identifiant : ARLHS : SPA028 ; ES-03060 - Amirauté : D1684 - NGA : 2432 .

### Lien connexe
- Liste des phares d'Espagne